# أنونا دي ويفر
أنونا دي ويفر(بالإنجليزية: Anuna De Wever)‏ (من مواليد 16 يونيو 2001) ناشطة بلجيكية في مجال المناخ وكانت واحدة من الشخصيات البارزة في إضراب المدرسة لحركة المناخ في بلجيكا.

## بدايات الحياة والنشاط
ولدت أنونا دي ويفر في مدينة مورتسيل ببلجيكا. مع Kyra Gantois واديلايد تشارليير، أصبحت أنونا أحد الشخصيات البارزة في الإضراب المدرسي لحركة المناخ في بلجيكا. نتيجة لذلك، من فبراير إلى مايو 2019 كان لديهم عمود أسبوعي في مجلة HUMO.
في أعقاب الإضرابات المدرسية في بلجيكا، اضطرت وزيرة البيئة الفلمنكية من يمين الوسط، جوك شوفليج، إلى الاستقالة بعد أن زعمت زوراً أن جهاز أمن الدولة البلجيكي لديه معلومات تشير إلى أن الإضراب المناخي كان منظمة جبهة سياسية. 
أدت الاختلافات الشخصية إلى انقسام داخل حركة الشباب البلجيكي من أجل المناخ، مع رحيل المؤسس المشارك كيرا جانتوا في أغسطس 2019.
ظهرت أنونا دي ويفر في مهرجان بوكيل بوب (Pukkelpop) الموسيقي 2019 في محاولة لإشراك الجمهور للفت الانتباه إلى قضايا المناخ. وأثار هذا الاتصال غضب بعض رواد المهرجان الذين ضايقوا مجموعتهم، وألقوا عليهم زجاجات من البول، وتبعوهم عائدين إلى موقع معسكرهم، وأطلقوا تهديدات بالقتل ودمروا خيمتهم، مما اضطر الأمن للتدخل. نظرًا لأن المهاجمين كانوا يحملون نوعًا مختلفًا من علم فلاندرز الذي تفضله العناصر اليمينية المتطرفة في الحركة الفلمنكية، فقد حظر المنظمون مثل هذه الأعلام من الحدث، وصادروا 20.  
في أكتوبر 2019، كانت أنونا دي ويفر من بين أصغر نشطاء المناخ الذين أبحروا في ريجينا ماريس (Regina Maris) في رحلة منخفضة الكربون عبر المحيط الأطلسي لحضور مؤتمر الأمم المتحدة لتغير المناخ 2019 في سانتياغو، تشيلي.
أنونا دي ويفر هي جنس غير ثنائي.

## الجوائز
- في مايو 2019 ، حصل كل من أنونا دي ويفر وكيرا جانتويس معًا على جائزة الفلك للعالم الحر (Ark of the Free Word).[12]
- في سبتمبر / أيلول 2019، حصل كل من أنونا دي ويفر وأديلايد تشارليير على جائزة سفير الضمير من منظمة العفو الدولية في بلجيكا نيابة عن منظمة الشباب من أجل المناخ.[13]